# Ludvík z Battenbergu
Princ Ludvík z Battenbergu (Prince Louis Battenberg, 1st Marquess of Milford Haven, 1st Earl of Medina, 1st Viscount Alderney; 24. května 1854, Štýrský Hradec, Rakousko – 11. září 1921, Londýn, Spojené království) byl britský admirál a šlechtic německého původu. Jako potomek hesenského prince žil od dětství ve Spojeném království. V britském královském námořnictvu dosáhl hodnosti admirála (1912) a před první světovou válkou zastával funkci prvního námořního lorda (1912–1914). Jeho vnukem byl princ Philip (1921–2021), manžel britské královny Alžběty II.

## Životopis

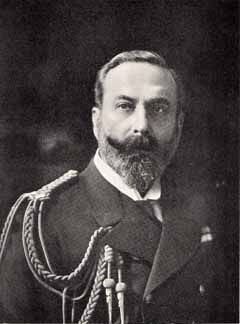
Carl Vandyk: Louis Battenberg, 1905

Narodil se ve Štýrském Hradci jako syn hesenského prince Alexandra (1823–1888) a jeho nerovnorodé manželky Julie von Hauke (1825–1895). Po povýšení své matky do knížecího stavu s predikátem Battenberg užíval od roku 1858 titul Jeho Výsost princ Ludvík z Battenbergu. Dětství strávil v Itálii a Německu, díky rodičům a pedagogům ovládal němčinu, francouzštinu a angličtinu. S ohledem na vzdálené příbuzenské vztahy svého otce žil od roku 1868 v Británii a ve čtrnácti letech vstoupil do britského královského námořnictva. Na cestách do Egypta a Indie doprovázel v 70. letech prince waleského (pozdějšího krále Eduarda VII.) V roce 1885 byl jmenován komandérem a v roce 1887 obdržel Řád lázně. V roce 1891 dosáhl hodnosti kapitána a od roku 1897 byl námořním pobočníkem královny Viktorie. V hodnosti kontradmirála (1902) byl v letech 1902–1905 ředitelem námořních zpravodajských služeb (Naval Intelligence). V letech 1907–1908 byl zástupcem vrchního velitele ve Středomoří a poté v letech 1908–1911 vrchním velitelem v Atlantiku. Dosáhl hodnosti viceadmirála (1910), v letech 1911–1912 byl druhým námořním lordem. V roce 1912 získal hodnost admirála a v letech 1912–1914 zastával funkci prvního námořního lorda. V červenci 1914 byl pověřen ministrem námořnictva Winstonem Churchillem, aby uvedl válečné lodě do stavu pohotovosti. Tento krok byl některými kritizován, rozhodnutí se však ukázalo jako prospěšné, vyhlášení válečného stavu s Německem následovalo během několika dnů. Vzhledem ke svému německému původu a silně protigermánské nálady v Anglii však ještě v roce 1914 na funkci prvního námořního lorda rezignoval. Až v roce 1917 přijal jméno Mountbatten, téhož roku obdržel titul markýze z Milford Haven a stal se členem Sněmovny lordů. Krátce před smrtí a již mimo aktivní službu obdržel hodnost velkoadmirála (Admiral of the Fleet)

## Manželství a potomci
Oženil se v roce 1884, jeho manželkou Viktorie Hesensko-Darmstadtská, vnučka královny Viktorie. Z manželství vzešly čtyři děti:
1. Alice (25. února 1885 – 5. prosince 1969), ⚭ 1903 Ondřej Řecký a Dánský (2. února 1882 – 3. prosince 1944), matka Filipa Mountbattena, manžela britské královny Alžběty II.,
2. Luisa (13. července 1889 – 7. března 1965), ⚭ 1923 Gustav VI. Adolf (11. listopadu 1882 – 15. září 1973), král švédský od roku 1950 až do své smrti
3. George Mountbatten (6. listopadu 1892 – 8. dubna 1938), 2. markýz z Milford-Havenu, ⚭ 1916 Naděžda de Torby (28. března 1896 – 22. ledna 1963)
4. Louis Mountbatten, 1. hrabě Mountbatten z Barmy (25. červen 1900 – 27. srpna 1979), poslední vicekrál a předposlední generální guvernér Indie, ⚭ 1922 Edwina Ashley (28. listopadu 1901 – 21. února 1960)